# Idaho
Idaho (wymowa:/ˈaɪdəhoʊ/ⓘ) – stan na północnym zachodzie Stanów Zjednoczonych. Na zachodzie graniczy z Waszyngtonem i Oregonem, na południu z Nevadą i Utah, na wschodzie z Wyoming i Montaną, a na północy z Kanadą. Obszar północnej i środkowej części stanu jest górzysty (Góry Skaliste). Na południu występują równiny (dolina rzeki Snake).
Przydomek The Gem State (dosłownie Stan Kamieniołomów) wziął się od wydobycia w stanie 72 kamieni szlachetnych i półszlachetnych. Stan produkuje około jednej trzeciej całkowitych zbiorów ziemniaków w kraju. Idaho National Laboratory jest wiodącym laboratorium badawczym Departamentu Energii. Najważniejsze gałęzie przemysłu w Idaho to: rolnictwo, produkcja i turystyka. Co roku stan ten odwiedza ponad 20 milionów turystów. Stan słynie ze sportów zimowych i posiada 18 ośrodków narciarskich. 

## Historia
- 1805 – Meriwether Lewis i William Clark prowadzili przez terytorium wojskową ekspedycję w celu odkrycia drogi do Oceanu Spokojnego.
- 1860 – Na teren Idaho dotarli mormoni i założyli pierwszą stałą osadę, Franklin.
- 1863 – Idaho otrzymało status terytorium.
- 1876–1877 – Toczyły się walki z Indianami.
- 3 lipca 1890 – Idaho zostało przyjęte do Unii (jako 43. stan).

## Geografia

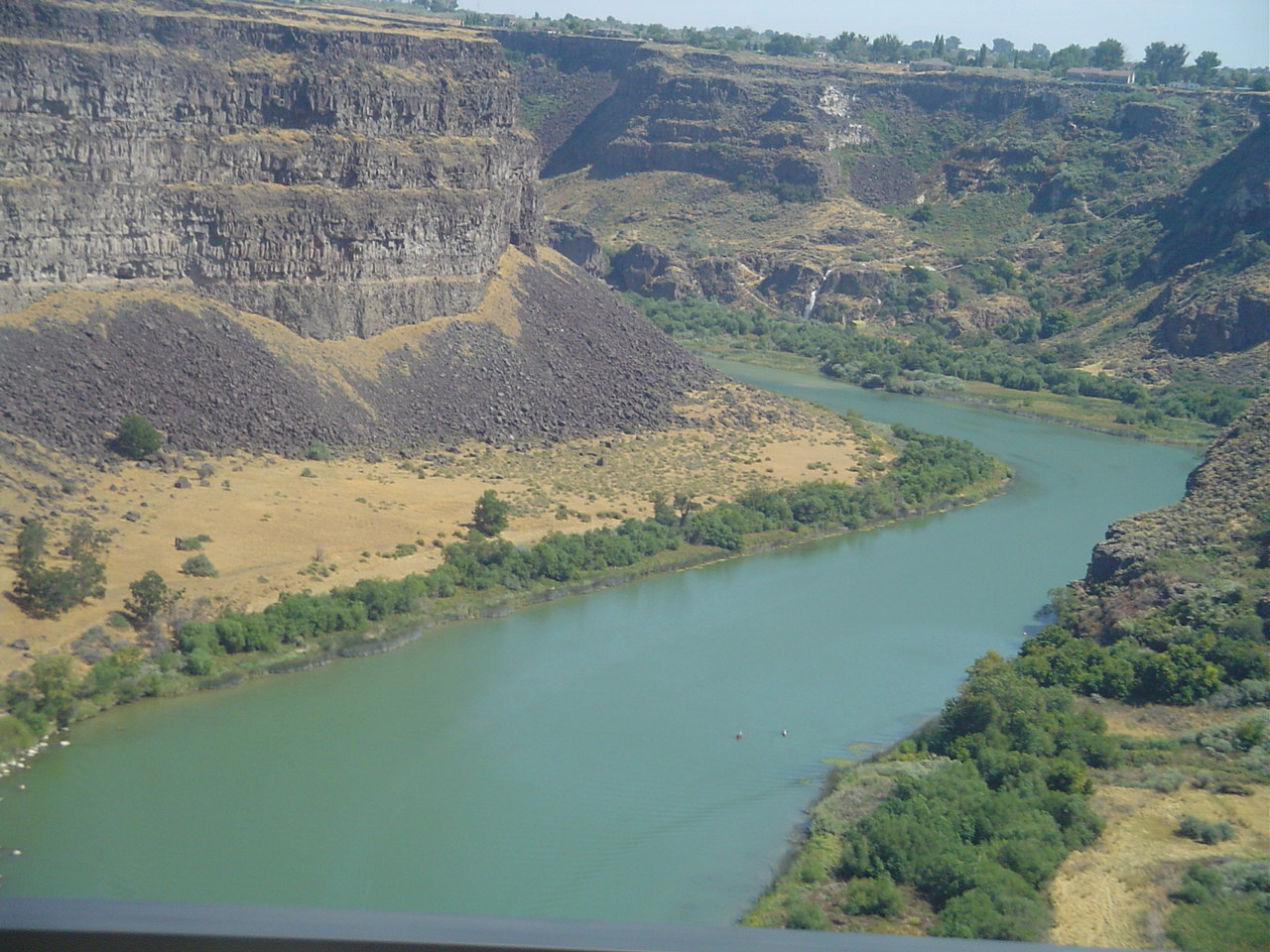
Snake River

Znaczna część stanu Idaho jest górzysta. Najwyższym szczytem jest Borah Peak (3859 m n.p.m.). Panuje tam klimat kontynentalny z wpływami morskiego. Głównymi rzekami są Snake, Clearwater oraz Salmon. Kompleks trzech zapór, należący do Idaho Power, znajduje się na rzece Snake w Hells Canyon, która jest najgłębszym wąwozem rzecznym w Ameryce Północnej. Na terenie Idaho znajduje się 29 parków stanowych.
Siedem lasów narodowych Idaho obejmuje prawie 40% powierzchni lądowej stanu, co stanowi wyższy odsetek, niż w jakimkolwiek innym stanie. W stanie jest około 2000 jezior, w tym warte uwagi, jak: Coeur d'Alene i  Pend Oreille.
W skład stanu wchodzi 45 hrabstw, z których największym jest Owyhee, a najbardziej zaludnionym Ada.
 

### Miasta
Na terenie stanu Idaho znajduje się 200 miast (city), w tym trzy o liczbie ludności przekraczającej 100 000, 25 powyżej 10 000 mieszkańców, a 83 powyżej 1000 mieszkańców (2021 r.).
Lista miast zamieszkanych przez 1000 lub więcej osób (2021 r.):
- Boise (237 446)
- Meridian (125 963)
- Nampa (106 186)
- Idaho Falls (66 898)
- Caldwell (63 629)
- Pocatello (57 092)
- Coeur d’Alene (55 904)
- Twin Falls (53 213)
- Post Falls (42 610)
- Rexburg (35 300)
- Lewiston (34 447)
- Eagle (32 100)
- Kuna (26 673)
- Moscow (25 850)
- Ammon (18 673)
- Mountain Home (16 235)
- Hayden (16 194)
- Chubbuck (15 842)
- Star (12 912)
- Jerome (12 555)
- Blackfoot (12 332)
- Garden City (12 288)
- Burley (11 863)
- Rathdrum (10 223)
- Middleton (10 169)
- Hailey (9463)
- Sandpoint (9003)
- Payette (8415)
- Emmett (7819)
- Fruitland (6454)
- Rupert (6099)
- Weiser (5810)
- Preston (5771)
- Rigby (5241)
- Shelley (5032)
- Kimberly (4824)
- Buhl (4654)
- American Falls (4610)
- McCall (3844)
- St. Anthony (3752)
- Gooding (3713)
- Heyburn (3692)
- Ketchum (3588)
- Grangeville (3431)
- Orofino (3275)
- Salmon (3190)
- Soda Springs (3118)
- Homedale (2996)
- Wendell (2926)
- Iona (2885)
- Filer (2824)
- Montpelier (2669)
- Sugar City (2616)
- Bellevue (2568)
- Bonners Ferry (2561)
- Dalton Gardens (2556)
- Spirit Lake (2462)
- St. Maries (2423)
- Kellogg (2374)
- Malad City (2303)
- Victor (2236)
- Driggs (2139)
- Parma (2114)
- Sun Valley (1814)
- Aberdeen (1797)
- Priest River (1742)
- Pinehurst (1729)
- Shoshone (1678)
- Wilder (1656)
- Osburn (1625)
- New Plymouth (1535)
- Ponderay (1470)
- Paul (1441)
- Glenns Ferry (1295)
- Marsing (1263)
- Ucon (1216)
- Kamiah (1204)
- Lapwai (1185)
- Hansen (1105)
- Franklin (1062)
- Plummer (1048)
- Genesee (1044)
- Kootenai (1002)

## Demografia

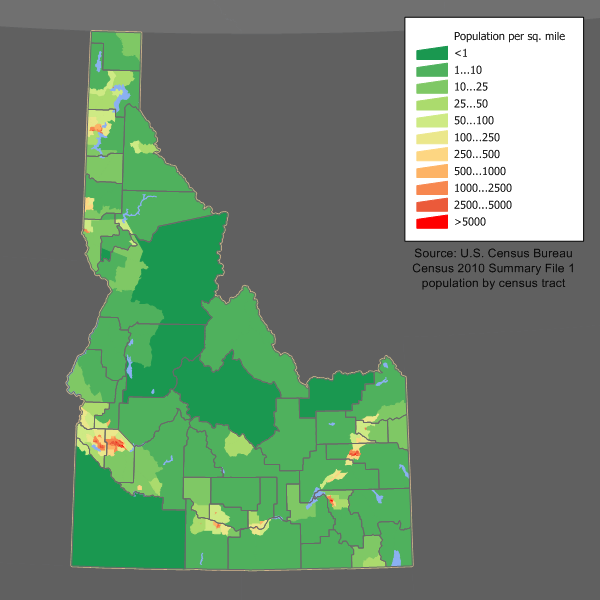
Mapa gęstości zaludnienia

Spis ludności z roku 2020 stwierdza, że stan Idaho liczy 1 839 106 mieszkańców, co oznacza wzrost o 271 524 (17,3%) w porównaniu z poprzednim spisem z roku 2010. Dzieci poniżej piątego roku życia stanowią 5,8% populacji, 23,8% mieszkańców nie ukończyło jeszcze osiemnastego roku życia, a 17,4% to osoby mające 65 i więcej lat. 49,7% ludności stanu stanowią kobiety.
Według danych z 2018 roku Idaho ma jeden z najwyższych przyrostów naturalnych (2,1%) wśród stanów USA.

### Język
Najpowszechniej używanymi językami są:
- język angielski – 89,71%
- język hiszpański – 7,65%
- język niemiecki – 0,37%.

### Rasy i pochodzenie
Według danych pięcioletnich z 2022 roku, 84,9% mieszkańców stanowiła ludność biała (80,1% bez Latynosów), 7,2% miało rasę mieszaną, 1,3% to Azjaci, 1,2% rdzenna ludność Ameryki, 0,7% to czarnoskórzy Amerykanie lub Afroamerykanie i 0,15% Hawajczycy i mieszkańcy innych wysp Pacyfiku. Latynosi stanowią 13,1% ludności stanu.
Największe grupy stanowią osoby pochodzenia angielskiego (18,2%), niemieckiego (16,2%), meksykańskiego (10,7%), irlandzkiego (9,2%), amerykańskiego (5,7%), norweskiego lub szwedzkiego (5,3%), szkockiego lub szkocko–irlandzkiego (4%) i włoskiego (3,1%). Liczbę Polonii oszacowano na 21,7 tys. (1,2%).

### Religia
Dane z 2014:

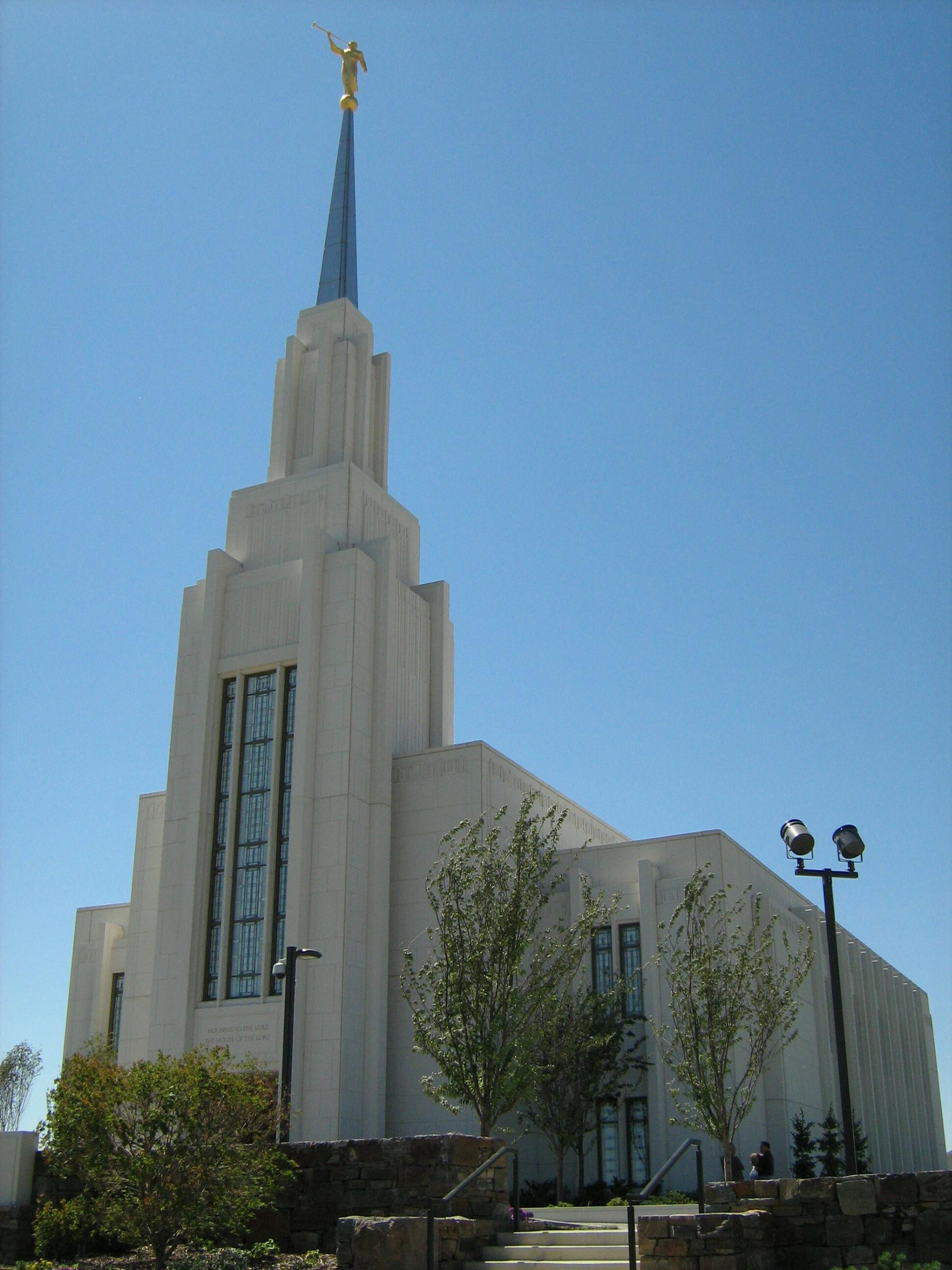
Świątynia mormońska w Twin Falls

- protestanci – 38% (gł. baptyści, ewangelikalni, zielonoświątkowcy, campbellici, uświęceniowcy, metodyści, luteranie, adwentyści dnia siódmego i kalwini)[18]
- bez przynależności – 27% (w tym: 3% agnostycy i 2% ateiści)
- mormoni – 19%
- katolicy – 10%
- inne religie – 6% (w tym: świadkowie Jehowy, muzułmanie, żydzi, Kościół Jedności, hinduiści, buddyści,  prawosławni, bahaici, unitarianie uniwersaliści i irwingianie[19]).

Stan posiada drugi (po Utah) co do wielkości odsetek mormonów, z największą koncentracją w hrabstwie Madison, gdzie stanowią 68% populacji. 

## Gospodarka
Nieruchomości, produkcja, opieka zdrowotna i budownictwo należą do najważniejszych czynników wchodzących w skład PKB stanu. Kolejne sektory obejmują: rolnictwo, przetwórstwo żywności, górnictwo i sektor chemiczny. Przemysł: spożywczy, chemiczny, hutniczy, maszynowy, wydobywczy (rudy cynku i ołowiu, srebro).
W 2023 r. energia wodna stanowiła 43% całkowitej produkcji energii elektrycznej w stanie Idaho, następnie gaz ziemny odpowiadał za 32%, energia wiatrowa wytworzyła 15% i energia słoneczna – 7%. Stan jest bogaty w zasoby srebra, złota, kobaltu i wiele innych minerałów, ale ma niewiele rezerw paliw kopalnych.
Stan produkuje około jednej trzeciej całkowitych zbiorów ziemniaków w kraju, ale także plasuje się w czołówce stanów pod względem produkcji jęczmienia, mięty pieprzowej, chmielu, buraków cukrowych, mleka, sera, cebuli i innych. Produkcja pstrągów, austriackiego grochu zimowego i soczewicy należą do najwyższych w kraju. Do najważniejszych produktów rolnych pod względem zysku w Idaho należą: mleko i inne produkty mleczne, bydło i cielęta, ziemniaki, siano i pszenica.

## Uczelnie
- Albertson College of Idaho(inne języki)
- Boise State University(inne języki)
- Brigham Young University-Idaho(inne języki)
- Idaho State University(inne języki)
- Lewis-Clark State College(inne języki)
- Northwest Nazarene University(inne języki)
- University of Idaho
- North Idaho College(inne języki)
- College of Southern Idaho(inne języki)
- New Saint Andrews College(inne języki)

## Polityka
Mając cztery głosy elektorskie, Idaho wybierało republikańskiego kandydata na prezydenta od ponad pół wieku. Ostatni raz stan głosował na kandydata Demokratów w 1964 roku, kiedy urzędujący prezydent Lyndon B. Johnson startował przeciwko republikaninowi Barry'emu Goldwaterowi. W stronę Demokratów przechylają się jedynie hrabstwa Blaine i Teton.